# کرک‌وود (پنسیلوانیا)
کرک‌وود (به انگلیسی: Kirkwood) یک منطقهٔ مسکونی در ایالات متحده آمریکا است که در شهرستان لنکستر، پنسیلوانیا واقع شده‌است. کرک‌وود ۳۹۶ نفر جمعیت دارد و ۱۵۷٫۸۹ متر بالاتر از سطح دریا واقع شده‌است.